# Black Hole Entertainment
Black Hole Entertainment (укр. Блек Хоул Ентертеймент) — колишня компанія-розробниця відеоігор, розташована у Будапешті. Заснована у 2001 році сімома молодими ентузіастами.
Перша розробка — Armies of Exigo, створена за фінансової підтримки Енді Вайна (англ. Andy Vajna), видана компанією Electronic Arts і випущена наприкінці 2004. Незабаром команда розробила Warhammer: Mark of Chaos і Warhammer: Battle March, доповнення до Mark of Chaos, які були випущені 14 листопада 2006 і 16 вересня 2008 відповідно, для ПК. Warhammer: Battle March також був випущений для консолі Xbox 360 2 вересня 2008.
Black Hole також розробила шосту частину серії Heroes of Might and Magic, Might & Magic: Heroes VI, спільно з Ubisoft у вересні 2011.

## Розроблені ігри
- Armies of Exigo — 2004
- Warhammer: Mark of Chaos — 2006
  - Warhammer: Battle March (аддон) — вересень 2008
- Might & Magic: Heroes VI — вересень 2011